# Оденвалд
Оденвалд је једна од планина средњег планинског масива у Хесену, Баварској и Баден-Виртембергу.

## Географска позиција
Оденвалд лежи између Горњерајнске долине на сјеверу, Бергштрасе на западу, ријеке Мајне на истоку и Крајгау на југу. Дио Оденвалда јужно од долине ријеке Некар се назива и мали Оденвалд.
Сјевер и запад Оденвалда припадају Хесену, док се јужни и источни дијелови протежу у дубину Доње Франконије и Бадена.

## Геологија
Оденвалд као дио средњег планинскогмасива припада Варијшким планинама које су се у доба палеозоика, прије око 300 милиона година, протезале великим дијеловима европе. Тај велики планински масив је настао сударом континенталних плата Европе и Африке. Након око 100 милиона година, се тај планински масив поново снижава, када се ствара тзв. Германско залеђе. У том подручју, у којем се стварају велике наслаге шареног пјесковитог седимента, касније и шкољкасто-кречњачке наслаге пра-мора које је у то доба настало. Тај слој је закључно прекривен наслагама седимената бронзаног доба када се формира тзв. јужноњемачко седиментно подручје.
Прије неких 180 милиона година се на подручју данашњег Оденвалда ниво тла поново уздиже, стварају се брда и планине, чиме се дјелимично откривају сви седиментни слојеви који су у цијелом Оденвалду и данас видљиви.
Прије 50-60 милиона година то подручје постаје вулкански активно. Типични примјери врхова насталих у то вријеме су брда Оцберг и Каценбукел. Тада су уздуж геолошких потреса настале и ријеке Гешпренц и Вешниц. 
Отприлике у исто вријеме средњоевропска континетална плата постаје активна и тада настају нове геолошке промјене: настају Горњерајнска долина и планински масив Оденвалд.

## Историја
- Око 400. п. н. е.: Келти насељавају цијелу јужну Њемачку. Скоро цијели Оденвалд је прекривен прашумом и ненастањен. Германи потискују Келте у правцу запада, преко Рајне у правци Француске.
- Око 70. године: Римљани заузимају југоисточни Оденвалд.
- Око 130. године: Под римским краљем Адријаном (117-138) оснива се лимес Некар-Оденвалд. Дијелови Оденвалда су саставни дио римске провинције Горње Германије.
- Око 155. године: Лимес се помијера око 30 km на исток.
- 260. године: Распад римског царства. Алемани продиру и у Оденвалд и насељавају се између Мајне и Некара. После долазе и Франци.
- 5. вијек: Франци, под Клодвига I. дијеле земљу на гауе (територијално-географска и административна подјела).
- 7. вијек/8. вијек: Продор хришћанства (Пирминијус, Бонифацијус). Захваљујући погодном земљишту, развија се пољопривреда и оснивају се многа насеља. Каменити дијелови Оденвалда остају још ненасељени.
- 9. вијек: Граница насеља продире и на камените дијелове Оденвалда.

### Име
Поријекло имена „Оденвалд“ је још увијек неразјашњено. Постоји више теорија:
- По „Одиновој шуми“ (Odin's-Wald). Проблем те теорије је да је Один на јужноњемачким просторима дуго времена или искључиво називан вотан.
- По римској административној јединици „Цивитас Аудериензум“ (Civitas Auderiensium), у којој се налазио Оденвалд. Име те административне јединице би могло потицати од племена „Аудеријенаса“ (Auderienser).
- и остале теорије

## Брда
- Каценбукел (626 m)
- Нојнкирхеров вис (605 m)
- Хардберг (593 m)
- Штифелов вис (589 m)
- Тром (577 m)
- Керберг (576 m)
- Кенигштул (567,8 m) (Хајделберг)
- Кинцерт (553 m)
- Бијели камен (550 m)
- Висока осматрачница (548 m)
- Глава Шпесарта (547 m)
- Соколово брдо (546 m)
- итд.

## Ријеке
Најдуже ријеке Оденвалда су:
- Вешниц (60 km)
- Мимлинг (50 km)
- Гершпренц (47 km)
- Елц (34 km)

## Језера
- Марбах
- Ојтерзе